# Institut russe d'études stratégiques
L'Institut russe d'études stratégiques (Росси́йский институ́т стратеги́ческих иссле́дований (РИСИ)), est une institution inscrite au budget fédéral russe servant de centre d'analyse et dépendant de l'administration du président de la fédération de Russie. Son siège est depuis 2017 au 26/9 boulevard de Smolensk à Moscou.

## Histoire
L'institut est formé selon un décret du président Boris Eltsine du 29 février 1992 n° 202 « Sur la formation de l'Institut russe d'études stratégiques» sur la base de l'ancien Institut de recherche sur les problèmes de renseignement de la Première direction générale du KGB de l'URSS en qualité de centre d'analyse du Service des renseignements extérieurs de la fédération de Russie (SVR). En 2009, l'institut est réorganisé et affilié à l'administration du président de la fédération de Russie. Par décret du président Vladimir Poutine du 27 avril 2020 n° 290, une nouvelle charte de l'organisation a été approuvée, selon laquelle l'Institut change de forme juridique et cesse d'être considéré comme une simple organisation scientifique.
Onze docteurs en sciences et quarante-cinq candidats au doctorat travaillent à l'institut. Le siège a été transféré en 2017 à l'ancien hôtel particulier de Margarita Morozova, boulevard de Smolensk.

## Activités
- Travail d'analyse d'information;
- Préparation de documents, propositions, recommandations, expertises pour les structures étatiques de la Russie;
- Information destinées aux milieux politiques et scientifiques, ainsi qu'au public sur les problèmes affectant la sécurité nationale et les intérêts stratégiques de la Russie;
- Organisation et tenue de conférences scientifiques et pratiques, de séminaires, d'états de situation sur des questions prioritaires;
- Fourniture de services d'information et de conseil.

Depuis 2012, la tâche d'État pour l'institut est formée par l'administration du président de la Russie et approuvée par son chef. L'institut dispose de relais à Nijni Novgorod, Kaliningrad, Saint-Pétersbourg, Rostov-sur-le-Don, Ekaterinbourg, Arkhanguelsk, Tcheliabinsk et Vladivostok.

## Direction
- 1992-1994 — Iouri Stsenpinski;
- 1994-2009 — Evgueni Kojokine;
- 2009 - 4 janvier 2017 — Leonid Rechetnikov[6]. Transféré à l'institut, du poste de chef du département d'information et d'analyse du service de renseignement extérieur (SVR)[3].
- Depuis le 4 janvier 2017 — Mikhaïl Fradkov[7]. Transféré à l'institut du poste de chef du SVR[3].

## L'Institut et l'élection présidentielle américaine de 2016
Le service russe de la BBC révèle que les journalistes de l'agence de presse Reuters Ned Parker, Jonathan Landy et John Walcott « en référence aux déclarations de quatre anciens responsables de l'administration américaine », rapportent que cet institut, au nom du président de la Russie Vladimir Poutine, « élaborait un plan d'ingérence russe dans l'élection présidentielle américaine de 2016 », dont le but était d'influencer la population américaine « avec le soutien des géants de la diffusion étrangère RT et Sputnik » via les réseaux sociaux « pour qu'ils choisissent un candidat qui mènerait une politique plus douce que l'administration Obama envers le Kremlin. » Le prochain défi, selon la BBC, « était de saper la crédibilité du système électoral américain par crainte d'une victoire d'Hillary Clinton. » Dans le même temps, le service russe de la BBC indique que sept « anciens et actuels hauts fonctionnaires de l'administration et du renseignement américains qui ont vu les deux documents » ont été la source de toutes ces informations. De son côté, le porte-parole de la présidence russe, Dmitri Peskov, déclare qu'il ne faut accorder aucun crédit aux pulications de Reuters basées sur des informations anonymes, et le directeur de l'Institut, Mikhaïl Fradkov, qualifie ces publications de « conspirationnistes » et déclare qu'il s'agissait d'une tentative d'attirer l'attention sur « le thème de la participation de la Russie à la campagne électorale américaine, afin d'influencer la perception publique ».